# Наугламир
Наугламир (науг – патуљак; мире-драгуљ) је огрлица која се помиње у књизи „Силмарилион“ коју је написао Џ.Р.Р. Толкин. Такође је познат и под називом Огрлица Патуљака.
Наугламир су направили патуљци за нолдорског принца, виловњака, Финрода Фелагунда. 

## О настанку
Када се Финрод касније назван Фелагунд настанио у Средњој земљи, направио је за себе подземно утврђење Нарготронд које је било слично Тинголовом Менегроту у Доријату. У изградњи подземних дворана Нарготронда помагали су му патуљци са Плавих планина, из Ногрода и Белегоста. Практично, они су и направили Нарготронд и то на остацима древног патуљачког подземног града Нуликиздина, који је ту постојао још и пре доласка виловњака из Валинора. Између Финрода и патуљака јавило се велико пријатељство и они су за њега израдили Наугламир, орлицу која се сврстава у далеко најбоље и најдрагоценије радове патуљака старог доба. 

## О изгледу
Беше то ниска од злата са небројеним драгим камењем врхунске лепоте које је Финрод донео из Валинора. Ко год да је ставио око врата лепо и складно би му падала, а упркос бројним драгоценостима од којих је направљена, била је лака као перо, тачније као „влакно лана”. Финрод, који је био најбогатији од свих нолдорских принчева, ценио је Наугламир више од ма каквог другог блага . 

## Хурин проналази Наугламир
Када је у битци против Морготовог вукодлака Финрод погинуо, Наугламир је, за још дуго времена, остао у Нарготронду. Након битке Нирнаит Арноидиад или Битке небројених суза, Нарготронд је уништен а Наугламир је остао да лежи у тами његових заборављених ризница. 
Много времена касније Хурин, звани Талион, је, убивши Ситног патуљка Мима, наишао у рушевинама Нарготронда на небројено благо и драгоцености из Валинора које су лежале разбацане свуд по подовима некадашњих ризница. Али од свег блага, Хурин је са разлогом узео само Наугламир, а разлог беше овај: Хурин Талион је био велики пријатељ Финрода Фелагунда и знао је да је Финрод погинуо бранећи Берена кога је Тингол послао на самоубилачки задатак да украде Силмарил из Морготове круне. Са Наугламиром Хурин је на крају стигао до Доријата и огрлицу - најдрагоценије благо Финрода Фелагунда, бацио пред ноге великог краља Тингола оптужујући га за непотребну Финродову смрт.

## Додавање Силмарила и смрт Тинголова
Тингол узе огрлицу и заслепљен лепотом Наугламира замоли патуљке да огрлицу преправе и да у њу уграде исти онај Силмарил због кога је Финрод и погинуо. Патуљци веома нерадо учинише како је Тингол захтевао, јер су сматрали да је Наугламир, то непревазиђено патуљачко дело старих времена, имао права да носи само Финрод Фелагунд за кога беше и направљена. Ипак на крају преобликоваше Наугламир и уградише у њега Силмарил. Тако настаде најдрагоценији предмет икада направљен у материјалном свету. Јер то сада беше врхунско патуљачко дело сједињено са јединственим виловњачким каменом Силмарилом, једним од три, у коме је и даље обитавала светлост Валинора. “ И силна беше његова лепота, јер се у небројеним драгуљима светлост Силмарила, који беше усред њих, огледала и они су је расипали на све стране у чудесним нијансама“. 
Међутим проклетство које лежи над Силмарилима још од Феаноровог доба и овде је почело да узима свој данак. Патуљци у жељи да задрже Силмарил, убише Тингола и побегоше. Али виловњаци Доријата ускоро их стигоше и вратише Наугламир маји Мелијани. Скрхана болом због Тинголове смрти, Мелијана маја, одбаци своје људско тело и пресели се у бесмртне земље, а Доријат оста нечуван. 

## Лутијена и Наугламир
Тада бесни патуљци сакупише војску и кренуше у освајање Доријата. и у томе би вероватно потпуно и успели да Берен, тада већ знан као Ерхамион (једноруки), није на крају убио краља патуљака у задобио Наугламир. Огрлицу са Силмарилом је поклонио својој жени Лутијени Тинувијели и прича се да, док ју је она носила, цела њихова земља је поново поцећала на бесмртни Валинор: “ …и за кратко Земља Мртвих који живе постаде као визија земље Валара, и ниједно место од тада не беше тако предивно, тако плодно, или тако испуњено светлошћу".

## О нестанку
Када су Берен и Лутијена умрли, огрлицу је наследио њихов син Диор краљ Менегрота и Тинголов унук. Али Феанорово проклество над Силмарилима и даље је утицало на злехуду судбину Наугламира. Чим су чули да је један од Силмарила код Диора, Феанорови синови су га напали и на крају убили, међутим нису се докопали Силмарила из огрлице, јер је Диорова кћи Елвинга успела да им побегне. Међутим, не задуго! Да не би била ухваћена, Елвинга се, са Наугламиром око врата, на крају бацила у море у намери да се удави, али господар вода Улмо недозволи ову трагедију, већ је издиже из воде у облику голубице на чијим је грудима блистао Силмарил. И овде се прича о Наугламиру завршава, јер је на грудима Елвинге-голубице, по изласку из воде, блистао само Силмарил. Патуљачка огрлица – дивни Наугламир, чудо стварања ковачког заната, је нестала и у даљим данима она се више не помиње. 

## Силмарил одлази међу звезде
Елвинга је Силмарил предала свом мужу Еарендилу Морепловцу, који уз помоћ Валара “оде до руба света и прође кроз “Врата ноћи” одлазећи у небеске океане.” На његовом челу блистао је Силмарил тако јако да су људи Средње земље свако вече и јутро могли да виде његову светлост када би Еарендилова небеска лађа стизала у Валинор или одлазила из њега.